# Boris Scheigam
Boris Scheigam est un marionnettiste et chanteur français.

## Biographie
Boris Scheigam a commencé à travailler à la télévision en 1976.
Il est notamment connu pour avoir, dans les années 1970 et 1980, participé à diverses émissions enfantines, spécialement en tant que manipulateur et « voix » de marionnettes :
- L'Île aux enfants : manipulation et voix de Léonard le Renard
- Les Visiteurs du mercredi et Les Visiteurs de Noël (1975-1982) : manipulation et voix de Sibor et Bora
- Acilion et sa bande (1978-1980) : voix d'Acilion
- Le Village dans les nuages (1982-1985) : manipulation et voix d'Émilien Dubœuf
- Les Badaboks (1987-1994) : manipulation et voix du Badabok rose[1]

Il a aussi chanté certaines des chansons imputées aux personnages auxquels il prêtait sa voix, ainsi que les poèmes récités par Léonard de L'Île aux enfants (notamment dans la séquence Léonard poète).
À la fin des années 1980 et au début des années 1990, il travaille pour diverses émissions enfantines ou pour adolescents : La vie des Botes, Croque-vacances, etc.
Il a également participé à l'émission de Stéphane Collaro intitulée Mondo Dingo : manipulation et voix de Guimauve et Maxirose.
À partir de 1988, il est marionnettiste pour les Guignols de l'info.